# 平成9年台風第8号
平成9年台風第8号（へいせい9ねんたいふうだい8ごう、国際名：ピーター〔Peter〕）は、1997年（平成9年）6月24日に発生し、日本に上陸した台風である。

## 概要

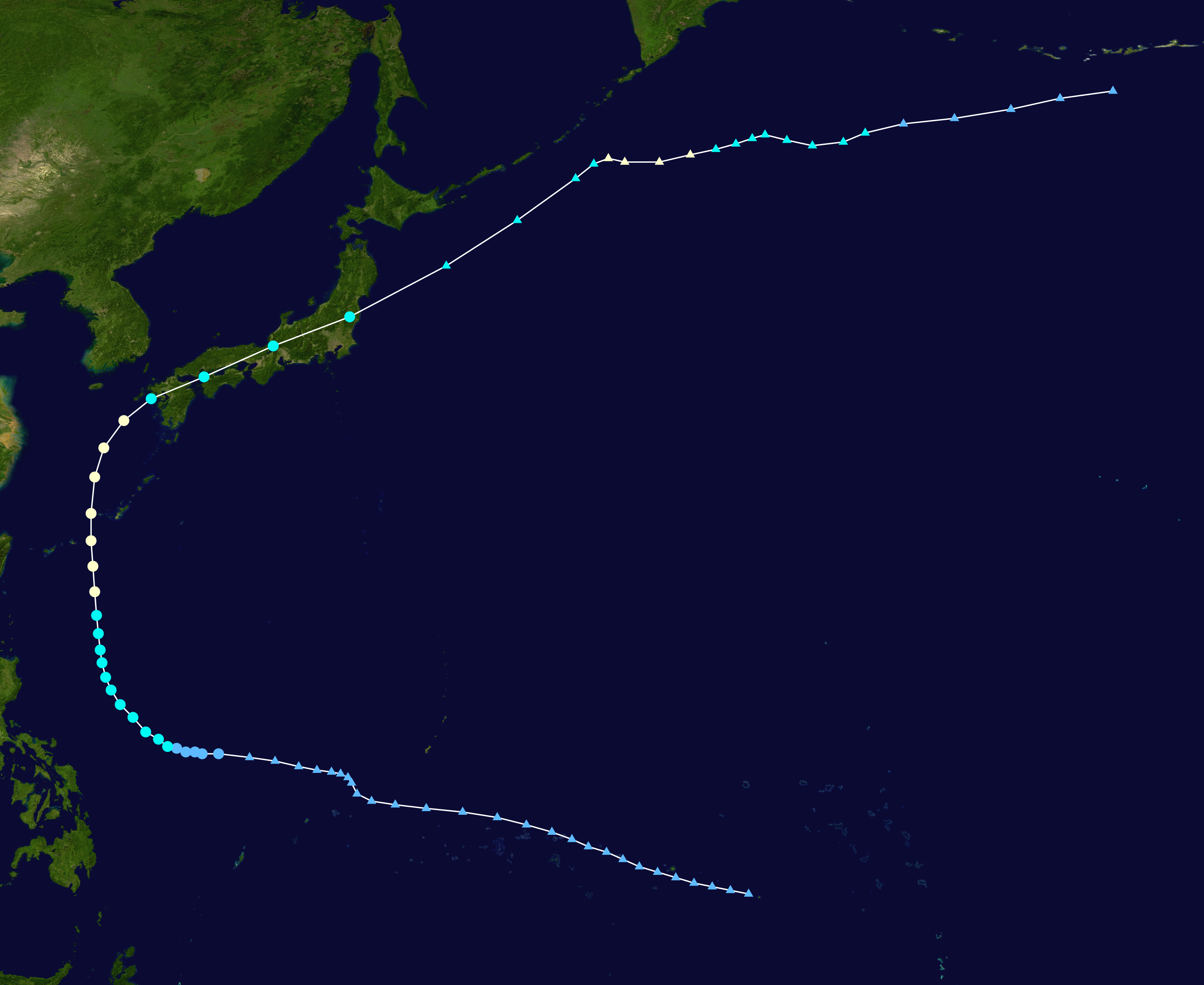
進路図

6月24日15時にフィリピンの東海上で発生した台風8号は発達しながら北上し、発生から2日後の6月26日には南西諸島に接近、6月27日にかけて通過した。南西諸島を通過した台風は6月27日には九州西の東シナ海で最盛期を迎え、翌6月28日に中心気圧975ヘクトパスカル、最大風速30m/sの勢力で長崎県西彼杵半島付近に上陸した。台風は瀬戸内海を通過して岡山県倉敷市に再上陸した後、本州地方を横断するような進路を取り6月29日6時に三陸沖で温帯低気圧となった。
台風が6月に上陸することは九州地方でも珍しいことであるが、1997年はこの8日前にも台風7号が愛知県蒲郡市に上陸しており、6月に入って2つの台風が相次いで上陸したのである。6月に2つの台風が上陸することは珍しく、1951年以降の統計では1997年と2004年の2回のみである。

## 被害
- 死者3人
- 京都府のJR山陰本線で普通列車が脱線し、25人が負傷した。
- 九州を中心に停電が発生した。

## 記録
- 最大瞬間風速41.2m/s（高知県室戸岬）